# Trichomyia mishi
Trichomyia mishi är en tvåvingeart som beskrevs av Freddy Bravo 1999. Trichomyia mishi ingår i släktet Trichomyia och familjen fjärilsmyggor. Inga underarter finns listade i Catalogue of Life.